# Hospital Santa Cristina

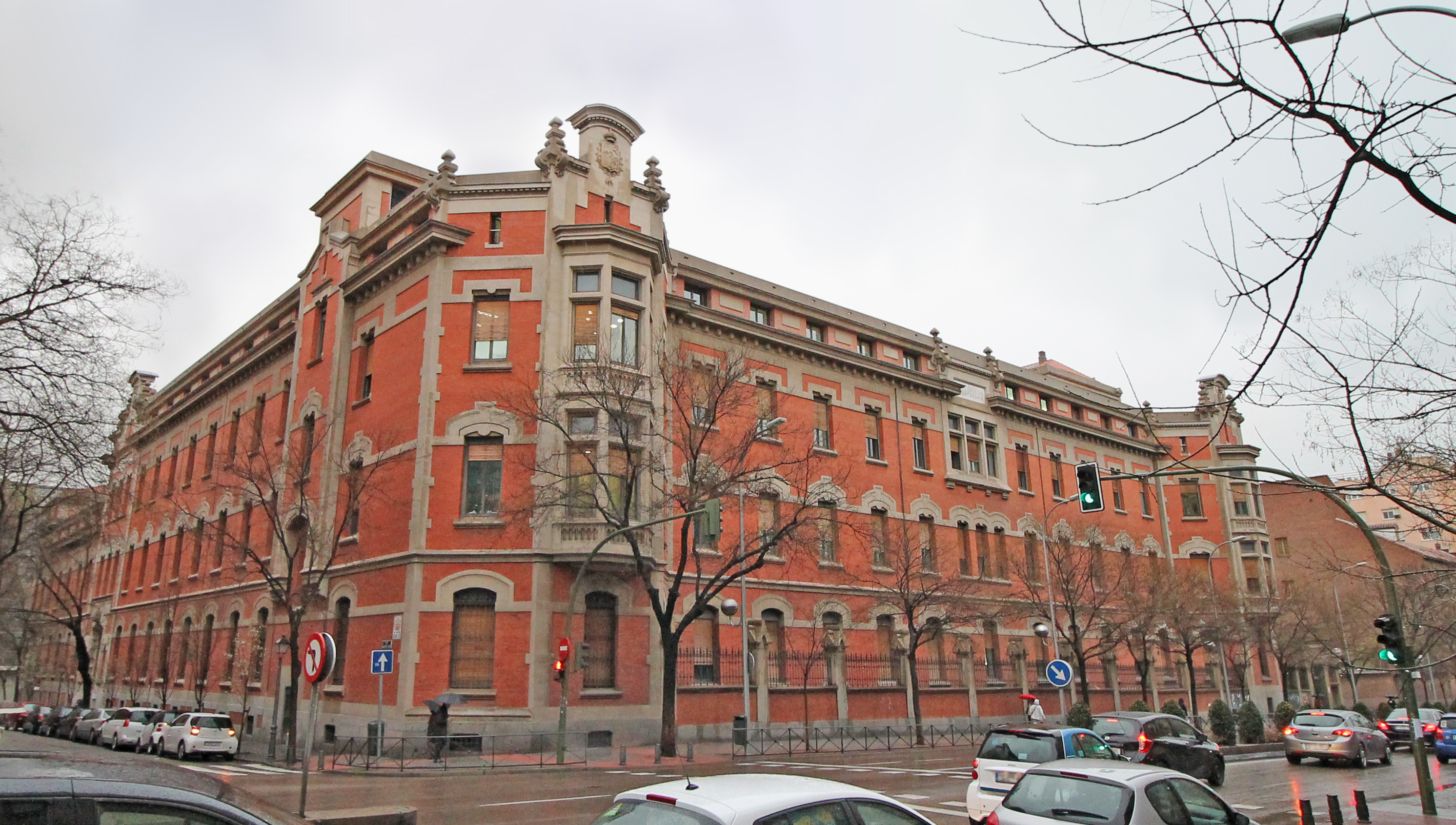
Fachada del edificio A

El Hospital Universitario Santa Cristina está situado en la calle de O'Donnell de Madrid (España), en el barrio de Goya (distrito Salamanca). Tiene como universidad afiliada la Universidad Europea de Madrid.

## Historia
Fue inaugurado por los reyes Alfonso XIII y Victoria Eugenia en 1924 bajo el nombre de Escuela de Matronas y Casa de Salud Santa Cristina, para la asistencia de mujeres y la enseñanza de matronas. La finalidad era animar a las mujeres a acudir a un centro médico para el parto. El edificio fue diseñado por el arquitecto Luis de Landecho.
Entre mediados del siglo XX y 1987 dependió del Ministerio de Educación. Desde esa fecha forma parte de la red del Insalud y posteriormente del Servicio Madrileño de Salud (SERMAS).
La maternidad de esta institución pudo estar relacionada con la desaparición y robos de bebés, en relación con mujeres internas en la Antigua Maternidad de la Almudena, dependiente del Patronato de Protección a la Mujer (Ministerio de Justicia) hasta 1983.
Desde la Guerra Civil el hospital ha sufrido diversas reformas para mejorar y ampliar sus instalaciones a fin de adaptarse a las nuevas necesidades. La más importante de ellas fue la proyectada por el arquitecto Luis López-Fando de Castro en 1994, quien también diseñó la construcción de un nuevo inmueble (edificio B) de 16 000 m² que se conecta con el primigenio (edificio A) mediante una galería subterránea bajo la calle. El conjunto de estas obras se ejecutó entre 1996 y 2001.
El edificio antiguo del hospital, situado entre las calles O'Donnell, Maestro Vives, Duque de Sesto y el Real Colegio Nuestra Señora de Loreto, está declarado bien de interés cultural según real decreto del 4 de junio de 1999.